# آدم رانكين الكسندر
آدم رانكين الكسندر (بالإنجليزية: Adam Rankin Alexander)‏ (و. 1781 – 1848 م) هو سياسي من الولايات المتحدة الأمريكية ولد في مقاطعة روكبريج.
وهو عضو في الحزب الجمهوري الديمقراطي، والحزب الديمقراطي الأمريكي .